# Badmintonmeisterschaft von Hongkong 2011
Die Badmintonmeisterschaft von Hongkong des Jahres 2011 trug den vollständigen Namen Bank of China (Hong Kong) Hong Kong Annual Badminton Championships 2011 (chinesisch 2011 中銀香港全港羽毛球錦標賽).

## Sieger und Finalisten
| Disziplin    | Gold                                             | Silber                             |
| ------------ | ------------------------------------------------ | ---------------------------------- |
| Herreneinzel | Wong Wing Ki                                     | Wei Nan                            |
| Dameneinzel  | Chan Tsz Ka                                      | Tse Ying Suet                      |
| Herrendoppel | Albertus Susanto Njoto Yohan Hadikusumo Wiratama | Lo Lok Kei Chan Tsz Kit            |
| Damendoppel  | Poon Lok Yan Tse Ying Suet                       | Cheung Ngan Yi Chan Tsz Ka         |
| Mixed        | Yohan Hadikusumo Wiratama Louisa Koon Wai Chee   | Albertus Susanto Njoto Li Wing Mui |